# Катіта червонолобий
Катіта червонолобий (Bolborhynchus ferrugineifrons) — птах родини папугових (Psittacidae). Довжина тіла 17 см. Основне забарвлення оперення зелене, в нижній частині тіла із жовтуватим відтінком. Чоло коричнево-іржавого кольору. Передня частина шиї та щоки мають вохристо-жовте забарвлення. Птах є ендеміком високогір'їв Колумбії, де населяє тропічні й субтропічні гірські ліси та чагарники. Зараз знаходиться під загрозою зникнення через втрату місць мешкання.